# Vai, Fernandinha
Vai, Fernandinha é um programa que mistura entrevistas e jogos, apresentado por Fernanda Souza e exibido pelo canal por assinatura Multishow.

## História

### Primeira temporada
A primeira temporada de Vai, Fernandinha estreou no dia 31 de outubro de 2016, às 21h45, e foi exibido de segunda a sexta no Multishow até o dia 18 de novembro de 2016. Ao longo de 15 episódios, Fernanda Souza recebeu grandes amigos em uma mansão no Joá, na zona oeste do Rio de Janeiro.
Com um cenário com vista para o mar e clima descontraído, o programa mistura talk show com jogos e brincadeiras, desconstruindo o lado "celebridade" de seus convidados. O formato leve e não convencional teve como objetivo mostrar ídolos ao público de uma maneira inédita.
Depois de atuar por mais de 20 anos, Fernanda Souza foi, pessoalmente, bater à porta do diretor do Multishow, Guilherme Zattar, para realizar o desejo de ser apresentadora. Logo na primeira semana de exibição, "Vai, Fernandinha" ficou entre os assuntos mais comentados do Twitter e garantiu repercussão entre os famosos.

### Segunda temporada
Diante do sucesso da primeira temporada, que garantiu bons índices de audiência, Vai, Fernandinha teve uma nova temporada confirmada no dia 11 de janeiro de 2017, pela própria apresentadora em seu Instagram.Com gravações iniciadas no mesmo mês, a segunda temporada passou por duas mudanças: Além de ter nove episódios a mais que a primeira, ela ganhou, ainda, mais um dia na semana e passou a ser exibida de segunda a sábado.
Com estreia no dia 12 de junho de 2017, o talk show aprimorou a fórmula que conquistou o público, ganhou novos quadros e brincadeiras, e ampliou a gama de convidados. Além de amigos próximos, a apresentadora também recebeu pessoas que ela ainda não conhecia pessoalmente.
Para ela, o clima de descontração do programa contribuiu para que seus convidados se sentissem à vontade durante as gravações e até se emocionassem ao dividir lembranças diante das câmeras.  Tatá Werneck, Giovanna Ewbank e Débora Nascimento, por exemplo, foram às lagrimas ao contar algumas de suas histórias no programa.

### Terceira temporada
A terceira temporada do programa foi confirmada na emissora para 2018, sendo que Fernanda abriu mão de fazer parte do elenco da Escolinha do Professor Raimundo para se dedicar ao projeto.